# Waiheke (rivière)
La rivière Waiheke (en anglais : Waiheke River) est un cours d’eau de la région de la West Coast dans l’Île du Sud de la Nouvelle-Zélande

## Géographie
La Waiheke s’écoule de son origine dans la chaîne de ‘Doubtful Range’ dans  les Alpes du Sud pour atteindre la rivière  Ahaura  à 20 kilomètres au nord-ouest du lac Sumner.